# Těchovín
Těchovín (617 m n. m.) je zalesněný vrch ve Vlastecké vrchovině na Křivoklátsku. Je nejvyšším bodem CHKO Křivoklátsko a nachází se v katastrálním území Líšná u Zbiroha, asi 7 km severovýchodně od Zbirohu a 6 km jižně od Skryjí. Úzký, asi 1 km dlouhý hřbet se táhne mezi dvěma hlavními vrcholy ve směru jihozápad – severovýchod. Oba vrcholy jsou skoro stejně vysoké (616,3 a 616,7 m). Protáhlý hřeben i dosti strmé svahy jsou porostlé pestrým smíšeným lesem. Rostou zde buky, duby, javory, jasany i staré lípy. Zajímavostí je hojný výskyt jabloně lesní. V zimním období se mezi stromy otevírají dílčí výhledy k severu směrem na Rakovnicko, Krušné a Doupovské hory.
Vrchol vznikl v období starších prvohor (kambrium) pravděpodobně jako podmořská sopka. Je tvořen vyvřelými horninami (ryolit) hnědé až načervenalé barvy. Ve svazích se vyskytují drobná suťová pole a skalní výchozy. Sopečného původu jsou i nedaleké vrcholy Vlastec a Kohoutov. V geologických mapách je celá oblast vyvřelých hornin v okolí Těchovína označovaná jako Křivoklátsko-rokycanské pásmo.
Hluboké lesy v okolí Těchovína poskytují útočiště velkému množství zvěře včetně ohrožených druhů, ke kterým patří i čáp černý. V zimě se zde potulují početná stáda srnců, divokých prasat a muflonů. Na vrchol nevedou žádné cesty. Nejbližšími sídly jsou 2 km vzdálená hájovna Na Januškách, hájovna Kohoutov a dále 4 km vzdálená ves Líšná. Poblíž severozápadního úpatí prochází žlutá turistická značka mezi hájovnou Vlastce a rozcestím Pod Týčským vrchem. Okolí Těchovína patří k nejzachovalejším lesním celkům CHKO Křivoklátsko. Poblíž vrcholu se nachází národní přírodní rezervace Kohoutov s cennými květnatými bučinami.